# آر. جي. بكنغهام
آر. جي. بكنغهام (بالإنجليزية: R. G. Buckingham)‏ هو سياسي أمريكي، ولد في 14 سبتمبر 1816 في تروي في الولايات المتحدة، وتوفي في 20 مارس 1889 في لوس أنجلوس في الولايات المتحدة.